# تکمه زیرکاسه‌ای
تکمه زیرکاسه‌ای (به انگلیسی: Infraglenoid tubercle) منطقه‌ای از استخوان کتف است که در زیر گودی کاسه‌ای قرار دارد و محل اتصال سر دراز ماهیچهٔ سه‌سر بازویی است.

## نگارخانه

کتف سمت چپ و تکمه زیرکاسه‌ای که با رنگ سرخ دیده می‌شود
پویانمایی از تکمه زیرکاسه‌ای که با رنگ سرخ دیده می‌شود
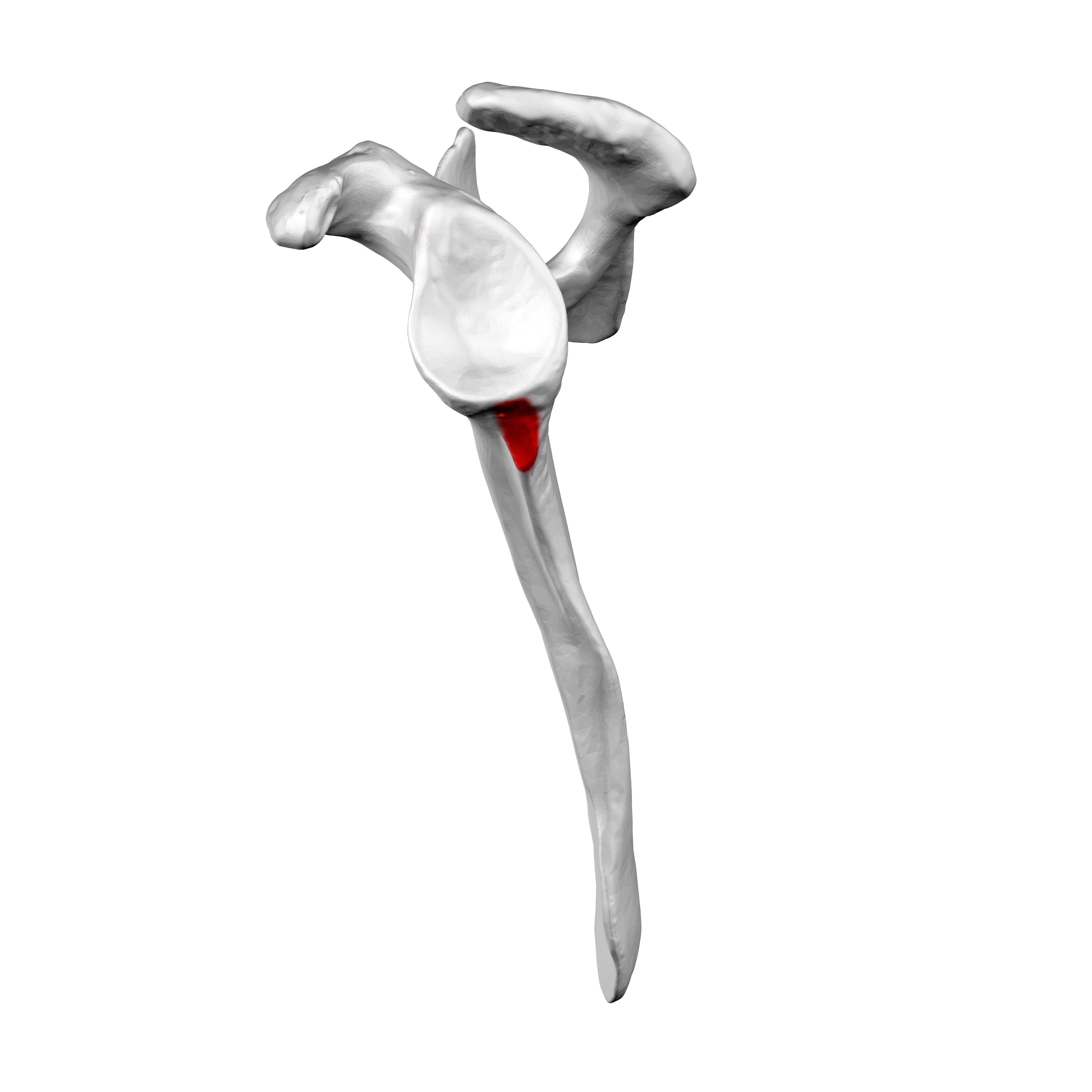
نمای طرفی از کتف سمت چپ و تکمه زیرکاسه‌ای که به رنگ سرخ دیده می‌شود
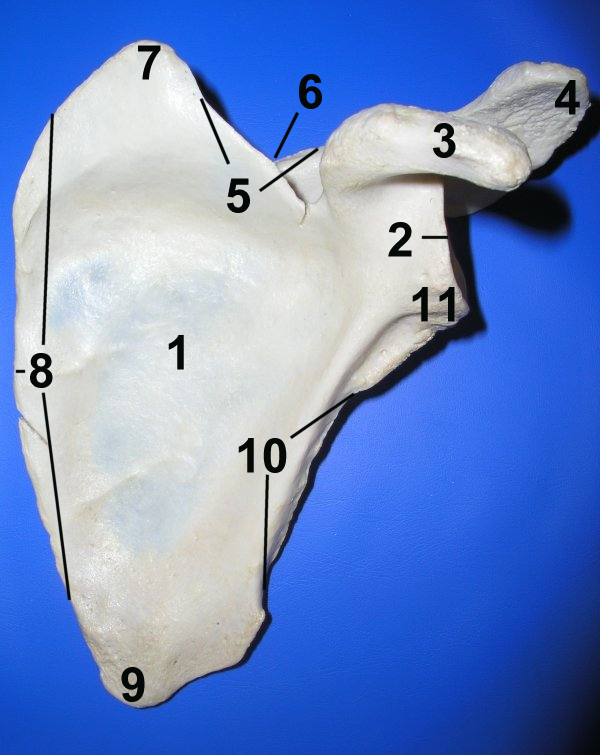
سطح قدامی کتف چپ و تکمه زیرکاسه‌ای با شماره ۱۱
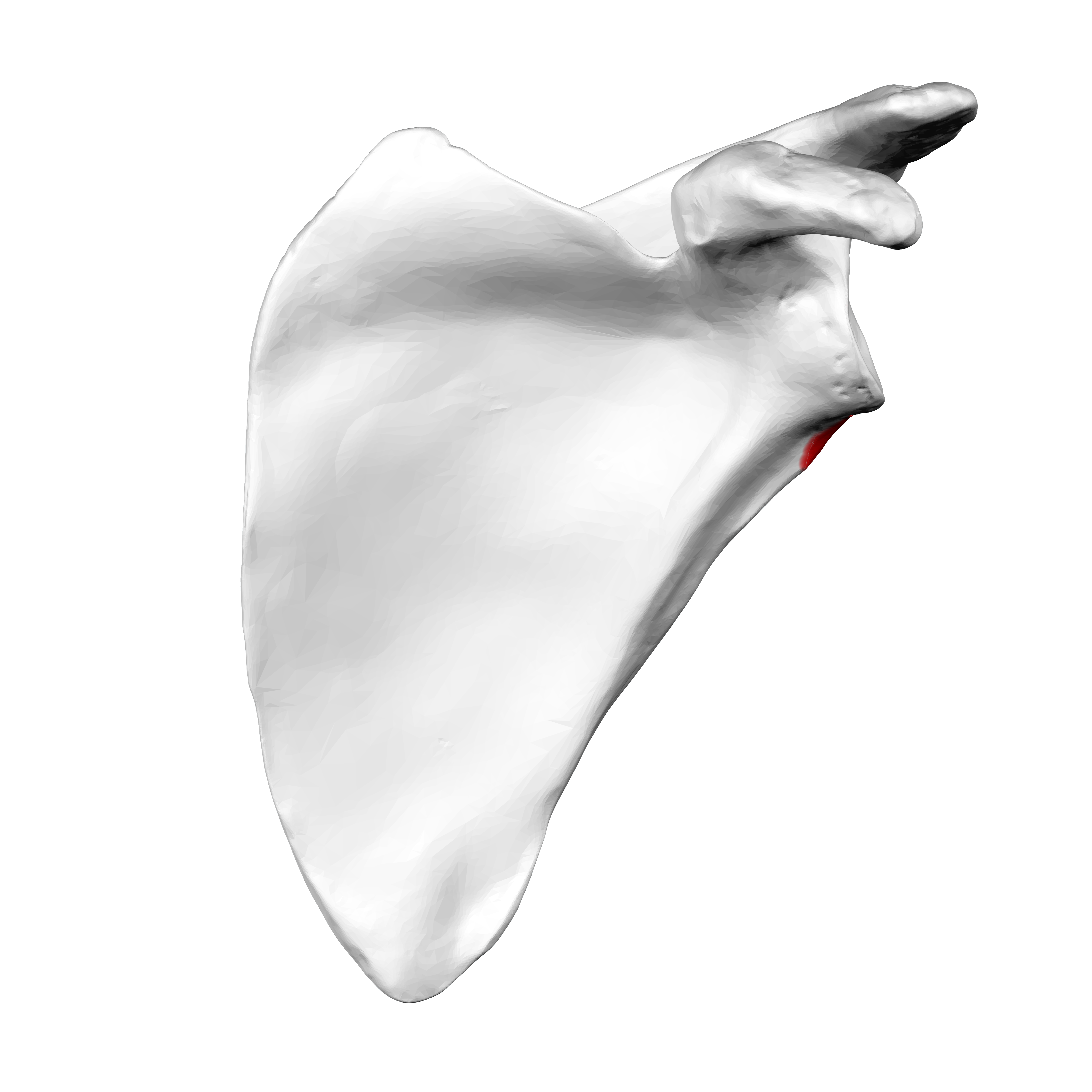
نمای قدامی از کتف سمت چپ و تکمه زیرکاسه‌ای که به رنگ سرخ دیده می‌شود